# Pfingstsingen

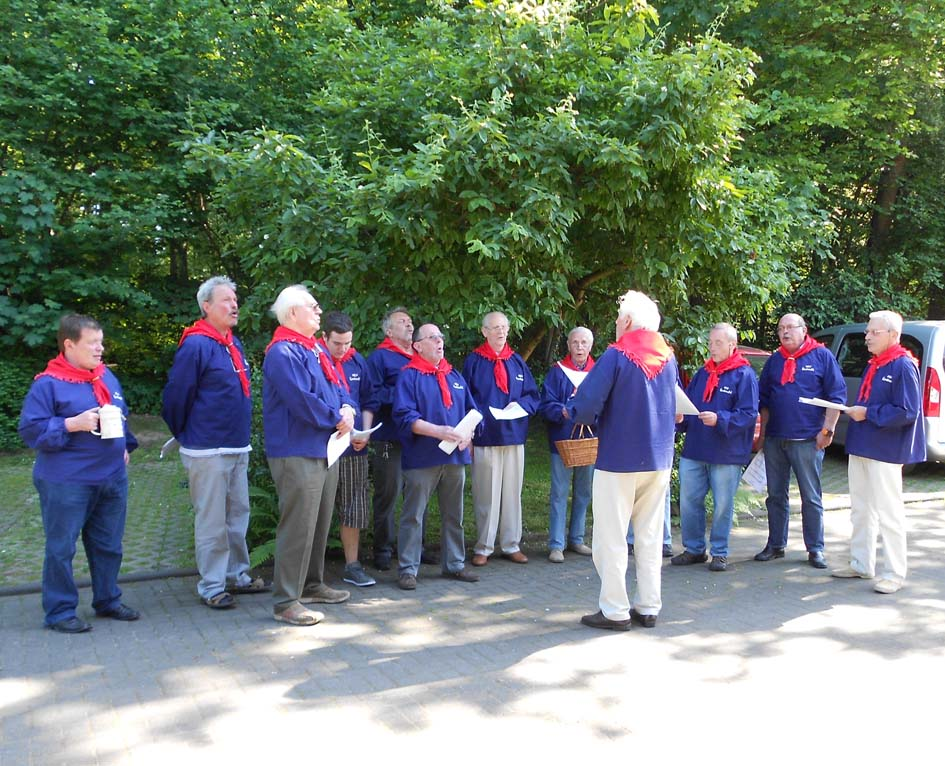
Pfingstsingen 2012
Männergesangverein Eintracht Gronau

Als Pfingstsingen oder Pfingsteiersingen oder Eiersingen wird ein Heischebrauch im Bergischen Land bezeichnet, bei dem junge Männer am Pfingstsamstag von Haus zu Haus und von Hof zu Hof ziehen, um den Bewohnern mit einem Heischelied den Pfingstgruß zu entbieten. 

## Beschreibung
Am Pfingstsamstag versammelten sich abends die jungen Burschen und zogen mit Gesang durch die Orte. Dabei waren sie bemüht, ein eigenes Revier zu haben. Kamen andere Gruppen aus Nachbarbezirken in das fremde Revier hinein, gab es Streit, der häufig in arge Schlägereien ausartete. Vor den Häusern sangen sie bis in die Nacht hinein das Pfingstlied. Damit heischten sie besonders um rohe Eier, Speck und sonstige Gaben, wie zum Beispiel Schnaps, Tabak und Geld. Am zweiten Feiertag kam man wieder zusammen, um in fröhlicher Runde die Eier mit dem Speck in die Pfanne zu schlagen und gemeinsam zu verzehren. In späteren Jahren blieb man nach dem Singen noch zusammen und verzehrte die gesammelten Gaben oft noch bis in die frühen Morgenstunden. Immer noch geht man in weiten Teilen des Bergischen Landes wie eh und je zum Pfingstsingen. Es sind aber nicht mehr die jungen Burschen, sondern die Männergesangvereine mit einem inzwischen beachtlichen Durchschnittsalter, die den Pfingstgruß entbieten.
Jedes Mal, wenn die Pingsjonge eine Gabe erhalten hatten, bedankten sie sich mit: Me dunn uns och bedanke, on wolle uns nit mieh zanke. Gab es aber nichts, dann wurde gesungen: Dat Huus dat steht op Stippe, dä Deuvel sall et wippe.

## Geschichte
In einem Zeitungsbericht der Gladbacher Zeitung zu Ostern 1935 heißt es, dass bereits Herzog Wilhelm von Berg im Jahr 1574 das Pfingstsingen verboten habe, weil es unter den Singegruppen um ihres Bereiches willen zu Streitigkeiten gekommen sei. Im Jahr 1809 kam es erneut zu einem Verbot des Pfingstsingens. Daraus folgt, dass es sich auch zu dieser Zeit bereits um einen praktizierten Brauch gehandelt hat. Die Urkunde über das Verbot hat den nachfolgenden Text:

„Da der unter dem Namen Pfingstgesang oder Pfingst-Eyerholen bekannte Gebrauch sich nicht mit der Ordnung einer guten Polizey verträgt und nur zu oft zu Streit und Ausschweifungen Anlaß gegeben hat, so wird dieser Unfug unter schwerer Brüchten-Strafe verboten. Einem jeden zur Warnung. Der Herr Pastor Siegen zu Paffrath werden gebeten, Gegenwärtiges am nächsten Sonntag, den 14. ds. Mts., zu verkünden und wie geschehen, hierunter zu bescheinigen“

Es ist auch später wieder zu Verboten gekommen, wie der eingangs erwähnte Zeitungsbericht bekannt macht. So sei der Polizeiverwaltung im Jahr 1912 der alte Brauch des sogenannten Pfingstsingens in den letzten Jahren als eine erhebliche Störung der öffentlichen Ruhe und Ordnung erschienen. Statt sich führend eines das Gemeinschaftsgefühl hebenden Brauches anzunehmen, und ihm die soziale Bedeutung wiederzugeben, die dieser ursprünglich gehabt habe, bedrohte sie ihn mit der Anwendung des § 360 Abs. 11 des Strafgesetzbuches, der eine Strafe bis zu 150 Mark oder entsprechende Haft für den Ungehorsam vorsah. Aber das Verbot musste bereits 1914 wiederholt werden.

## Text
Der Vorsänger singt:

He kummen och de Pingsjonge,

Die Mitsänger antworten:

Feirosen Blümelein!

Vorsänger:

Han dies Johr noch nit jesonge, 

Mitsänger als Refrain:

Feirosen Blümelein,

wacker ist das Mädchen,

Rosen und drei Blümelein,

hei du wackres Mägdelein.

Weitere Strophen lauten:

Schwatz Höhnche hätt en Ei jelaht,

hätt dat Sterzje kromm jemaht.

Raft ens en et Eierfaß,

de Fengere werden üch nit nass.

Jett uns och en Pingsei,

et sinn uns lever drei als zwei.

Joht ens op de Höhnerstall,

do lijen de Eier överall.

Loht üch doch erweiche,

jett uns all en Eiche.

O Jott, wat steht de Sonn he piel.

he krije me all ne Donnerkiel.

Jett uns och ne Strang Tabak,

dat mäht de Jonge de Botze strack.

Jett und och en Blootwuersch,

stellt d'n Honger un d'n Duersch.

Jongen doht de Kappen aff,

do kütt en Frau em Hemp eraff.

Loht uns nit ze lan he stonn, 

me mösse noch nom Jrone jonn.

Wenn man Gaben erhalten hat, sagt man Dank:

Et Agnes es en jood Frau,

et schött et Jeld su us de Mau.

De Heinrich es ne jode Mann,

hä jütt de Jonge, wat hä kann.

## Pfingstsingen in anderen Regionen
In anderen Regionen spricht man ebenfalls vom Pfingstsingen oder vom Singen zu Pfingsten. Deren Form und Inhalte haben aber nichts mit dem vorstehend beschriebenen Brauchtum zu tun hat. Die nachfolgende Aufzählung gibt einen Überblick, der nicht als repräsentativ gelten soll:
- In Hoyerswerda in der Oberlausitz findet alljährlich ein traditionelles Pfingstsingen statt. Am Pfingstsonntag oder -montag versammeln sich mehrere Chöre aus Hoyerswerda und aus Orten in der Umgebung auf einem Berg, am Waldrand, auf einer Lichtung oder einem öffentlichen Platz. Manchmal sind auch Musiker dabei, die das Singen mit ihren Instrumenten unterstützen. Es ist schon seit Jahren Brauch, dass die Chöre alte Volksweisen oder Eigenkompositionen vor einer großen Zuhörerschaft singen.[5]
- Im Zoologischen Garten der Stadt Wuppertal werden die Pfingsttage seit vielen Jahren musikalisch umrahmt. Mehrere Chöre gestalten in der Musikmuschel am Blumenrondell einen musikalischen Pfingstmontag beim Singen im Zoo.[6]
- In Annaberg-Buchholz findet am Pfingstmontag das Pfingstsingen im Buchholzer Wald statt.[7][8]
- Das Pfingstsingen im Bayerischen Wald hat auch den Namen Wasservogelsingen.[9]
- Der Pfingstquack in Dimbach (Pfalz) ist ein Heischebrauch, der sich mundartlich Pingschdequack nennt. Kinder, geschmückt mit Blumenkränzen, ziehen durch das Dorf, singen ihr Pfingstquack-Lied, wofür sie dann mit Eiern und Speck oder auch mit einer Geldspende belohnt werden. Dieser Brauch ist nicht nur auf Dimbach beschränkt, vielmehr findet man ihn auch andernorts.[10]